# Junonia pseudiphita
Junonia pseudiphita är en fjärilsart som beskrevs av Hans Fruhstorfer 1912. Junonia pseudiphita ingår i släktet Junonia och familjen praktfjärilar. Inga underarter finns listade i Catalogue of Life.